# Na drugi strani
Na drugi strani je debitantski studijski album Janeza Zmazka Žana. Album se je snemal od maja do julija 1997 v studiu Činč, izšel pa je jeseni istega leta pri založbi Helidon. Pri snemanju albuma so sodelovali Robert Fritsch, Robert Sršen, Zvone Kukec, Hugo Šekoranja, Dominik Krajnčan, Janez Bončina, Boris Bele, Jani Kovačič, Sašo Fajon, Alenka Godec, Damjana Golavšek, Borut Činč ter godalni kvartet Rožmarin.
Zmazek je album posvetil »svoji Zdeni«.

## Seznam skladb
Avtor glasbe in besedil je Janez Zmazek - Žan, razen kjer je posebej označeno.
| Št. | Naslov                                                                          | Dolžina |
| --- | ------------------------------------------------------------------------------- | ------- |
| 1.  | „Dost je blo besed‟ (arr. Janez Zmazek - Zvone Kukec)                           | 4:34    |
| 2.  | „Hopla konopla‟ (arr. Zmazek, Robert Fritsch, Kukec, Robert Sršen, Borut Činč)  | 2:32    |
| 3.  | „Dotakn se me z občutkom‟ (Zmazek/Zmazek - Kukec/Zmazek, Fritsch, Kukec, Sršen) | 3:24    |
| 4.  | „Lahko nardim še boljš‟ (arr. Zmazek, Sašo Fajon)                               | 3:07    |
| 5.  | „Ostan' z menoj‟ (Zmazek/Andrew Roachford/Zmazek)                               | 4:01    |
| 6.  | „Okoli sebe poglej‟ (arr. Zmazek, Kukec, Činč)                                  | 3:44    |
| 7.  | „Na drugi strani‟ (arr. Zmazek, Fritsch, Sršen, Fajon, Činč)                    | 4:49    |
| 8.  | „Živimo za petek‟ (arr. Zmazek, Fritsch, Kukec, Sršen)                          | 3:30    |
| 9.  | „Zgodba o ljudeh‟ (arr. Zmazek - Činč)                                          | 4:38    |
| 10. | „Brez veze‟ (arr. Zmazek, Fritsch, Kukec, Sršen)                                | 3:56    |
| 11. | „Duša je prazna‟ (arr. Zmazek, Fajon)                                           | 4:21    |

## Osebje

### Glasbeniki
- Janez Zmazek - Žan – solo vokal, kitare
- Robert Fritsch – bobni
- Zvone Kukec – kitara (1, 3, 6, 8, 11), spremljevalni vokal (10)
- Robert Sršen – bas
- Borut Činč – Hammond (5-7, 9), klaviature (6, 9)
- Boris Bele – spremljevalni vokal (2, 5, 7, 9)
- Janez Bončina – spremljevalni vokal (2, 5, 7, 9)
- Hugo Šekoranja – pihala (2, 4)
- Dominik Krajnčan – trobila (2, 4)
- Jani Kovačič – spremljevalni vokal (4, 6, 10)
- Alenka Godec – spremljevalni vokal (5, 7)
- Damjana Golavšek – spremljevalni vokal (5, 7)
- Sašo Fajon – pihalni aranžma (4), godalni aranžma (11)

### Produkcija
- Producent: Borut Činč
- Tonski mojster: Borut Činč
- Maska: Alenka Nahtigal
- Fotografije in oblikovanje: Zvone Kukec